# 자무카
자다란 자무카(몽골어: ᠵᠠᠮᠤᠬ᠎ᠠ, 한국 한자: 札木合 찰목합, 1158년? ~ 1206년)는 몽골 자드란 부족의 군사,정치적 지도자이며 테무친(칭기즈 칸)의 몽골 통일에의 강력한 라이벌이다. 몽골부족중 하나인 쟈다란에서 태어났으며 테무친과 어릴적 친구였다. 칸호는 구르 칸(몽골어: ᠭᠦᠷᠦ
ᠬᠠᠭᠠᠨ, Гүр хан, 한국 한자: 古兒汗 고아한).
1182년에 테무친의 부인인 보르테가 메르키트족에게 납치당했을 때, 케레이트족의 옹 칸과 함께 그녀를 구출하기도 한다.
그러나 점점 테무친과 대립하기 시작하면서 1201년에는 메르키트족의 토크토아 베키, 타이치우드족의 타르구타이 쿠릴투크, 타타르족의 자일부카와 연합하며 세력을 키웠다. 1201년 알후이 불락에서 카타긴, 살지우드, 도르벤, 타타르, 이히레스, 혼기라드, 고를로스, 나이만의 후르차후스 부이루그 칸, 메르키트, 오이라트 등이 쿠릴타이에서 쟈무카를 칸으로 추대할 것을 약속하고, 에르구네 강(Эргүнэ мөрөн) 쪽으로 이주하여, 에르구네 강으로 흘러드는 한 강(Хан мөрөн) 기슭에 있는 어우 누가드에서 그를 우주적인 왕 혹은 위대한 왕이라는 뜻의 구르 칸(Гүр хан)에 선출한다. 쟈무카의 이 호칭은 테무친과의 불화를 불러오고, 테무친으로 하여금 쟈무카에 맞서는 부족연합을 구성하게 만든다.
쟈무카는 테무친보다 연합세력을 키우는 데 실패하는데, 이는 그가 그의 세력 내에서 부족간의 전통적 경계를 유지하였고, 능력보다 서열을 중시했기 때문이다. 특히 쟈무카는 몽골 전통상 낮은 지위를 점하는 양치기를 등용하지 않았고, 이는 테무친에게 쟈무카로부터의 연패를 회복하고 승리를 이끌어낼 수 있게 해주었다.
1204년에는 나이만족의 타이양 칸, 메르키트족의 토크토아 베키와 연합하여 테무친을 제거하려 했으나 전투 중에 타이양 칸이 죽고 나이만족이 패배하여 실패한다.
쟈무카는 결국 1206년, 근거지를 잃고 유랑하던 중 수하의 배신으로 테무친에게 잡혀온다. 테무친은 쟈무카를 끌고 온 자들을 그의 눈앞에서 처형하고, 쟈무카는 자청에 따라 피를 흘리지 않도록, 가죽 자루에 넣어져 목을 조르는 방식으로 처형되었다. 몽골 비사는, 테무친이 다시 형제의 의를 제안하였으나 쟈무카는 하늘에 해가 둘일 수 없듯이 몽골의 왕도 한명뿐이라며 거절했다고 전한다.
| 전임 예수게이 | 몽골 울루스의 칸 1201년 ~ 1206년 | 후임 칭기즈칸 |